# Boussens (Alto Garona)
 Boussens  es una población y comuna francesa, en la región de Mediodía-Pirineos, departamento de Alto Garona, en el distrito de Muret y cantón de Cazères.

## Demografía
| 750 | 734 | 698 | 725 | 797 | 833 |
| Para los censos de 1962 a 1999 la población legal corresponde a la población sin duplicidades (Fuente: INSEE [Consultar]) |     |     |     |     |     |